# San Pablo (Nariño)
San Pablo é um município da Colômbia, localizado no departamento de Nariño.